# Codenames (društvena igra)
Codenames je popularna kartaška igra za 4-8 igrača predstavljena 2015. godine od strane Czech Games Edition kompanije, a dizajnirao je Vlaada Chvátil. Već naredne 2016. godine igra osvaja Spiel des Jahres nagradu za najbolju igru godine.

## Opis i pravila
Igrači se dele u dva tima, crveni i plavi, a svaki tim bira svog kapitena čiji je cilj da uz pomoć jedne reči svom timu pokuša da objasni što više pojmova koji se nalaze ispred njih. Kapiteni biraju jednu od pločica i po njoj nameštaju tablu sa karticama ilustracija u mrežu 5x5. Na kartici su obeleženi agenti crvenog i plavog tima. Kapiteni moraju da jednom asocijacijom i brojem objasne svojim saigračima ispod kojih ilustracija se nalaze njihovi agenti.
Igrači moraju biti oprezni jer se na tabli takođe nalazi i ubica. Kapiteni znaju ispod koje ilustracije se on nalazi, pa moraju da izbegavaju asocijacije koje bi naterale svoj tim da pogreši. Ako jedan od timova nađe ubicu, onda ceo tim gubi partiju. Koristeći maštu, kapiteni moraju da smisle kako da povežu više pojmova jednom asocijacijom da bi saigrači što pre pronašli skrivene agente. Prvi tim koji to uspe da uradi to je pobedio.
Sem mnoštva kartica postoje i mini mape koje govore kapitenima koji je njihov, a koji protivnički pojam.

## Spoljašnje veze
- Zvanični sajt
- MIPL